# Legální definice
Legální definice nebo také zákonná definice je obsažena v textu právního předpisu a závazně definuje určitý pojem, se kterým tento právní předpis pracuje. Jestliže není uvedeno, že jde o definici pouze pro účely tohoto předpisu a jestliže se definice stejného pojmu neobjevuje jinde, je závazná pro celý právní řád. Např. v § 13 odst. 1 českého trestního zákoníku je pro celý právní řád České republiky definován trestný čin („Trestným činem je protiprávní čin, který trestní zákon označuje za trestný a který vykazuje znaky uvedené v takovém zákoně.“). 
Definice nemusí být konstruována jen pomocí rodových a druhových znaků, může jít i o definici generickou, např. smlouva je zákonem definována tím, jak ji lze uzavřít. Časté jsou i definice kontextové, kdy lze obsah pojmu pochopit z kontextu, ve kterém je uveden. Např. vražda je uvedena v § 140 českého trestního zákoníku pouze ve formě marginální rubriky a teprve z textu „Kdo jiného úmyslně usmrtí, bude potrestán ...“ lze odvodit, co se vraždou míní.